# Župnija Sostro
Župnija Sostro je rimskokatoliška teritorialna župnija dekanije Ljubljana - Moste nadškofije Ljubljana.

### Farne spominske plošče
V župniji so postavljene Farne spominske plošče, na katerih so imena vaščanov iz okoliških vasi (Češnjice, Dobrunje, Podlipoglav, Podmolnik, Sadinja Vas, Sostro, Šentpavel, Zadvor, Zagradišče in Zavoglje), ki so padli nasilne smrti na protikomunistični strani v letih 1941-1945. Skupno je na ploščah 78 imen.